# 全缘火棘
全缘火棘（学名：Pyracantha atalantioides）是蔷薇科火棘属的植物，为中国的特有植物。分布于中国大陆的广东、贵州、湖北、陕西、四川、广西、湖南等地，生长于海拔500米至1,700米的地区，见于山坡或谷地灌丛疏林中，目前尚未由人工引种栽培。

## 别名
救军粮（贵州土名），木瓜刺（四川土名）

## 异名
- Pyracantha loureiri (Kostel) Merr.